# Rui Simões
Rui Simões (Lisboa, 20 de març de 1944) és un director de cinema portuguès que es caracteritza per la pràctica del documental històric, vist com a cinema militant, per la intervenció política, per la realització de documentals en vídeo i la gravació d'obres teatrals i ballet.

## Biografia
Després de l'escola secundària, després d'assistir a un curs de ballet al Teatre Nacional São Carlos, a Lisboa, el 1966 va deixar el país evitant el servei militar i la mobilització per a la guerra colonial portuguesa. S'estableix a París i després a Brussel·les, on assisteix a l'École Ouvriére Supérieure i a un curs d'història a la Universitat Lliure de Brussel·les. El 1970 va ser alumne del curs de direcció de cinema i televisió de l'IAD (Institut des Arts de Diffusion (Brussel·les)).
Va tornar a Portugal després de la Revolució dels Clavells. Treballa a la firma Animatógrafo d'António da Cunha Telles com a director de producció. Exerceix funcions pedagògiques en cursos de formació de diverses institucions, com el Núcleo de Cineastas Independentes, a escoles d'educació superior, a Quaser-Centro, a l'Acadèmia d'Arts i Tecnologies, a la Universidade Nova de Lisboa i a la Universidade Independente. També imparteix classes als Estats Units, a les universitats de Harvard (Carpenter Center), Cornell (Departament d'Història i Antropologia) i Berkeley (Pacific Films Archives).

## Realficção
Rui Simões és responsable de la productora Realficção (Lisboa), on també desenvolupa activitats educatives en audiovisuals i multimèdia. L'empresa es dedica no sols a produir obres pròpies, sinó també a directors preocupats per la injustícia social de grups marginals o desfavorits, tant a Portugal com a les antigues colònies portugueses.

## Filmografia
Llargmetratges
- 1976 – Deus, Pátria, Autoridade
- 1980 – Bom Povo Português
- 2006 - Ensaio sobre o Teatro[5]
- 2009 - Ruas da Amargura[6]
- 2010 - Ilha da Cova da Moura
- 2014 - Guerra ou Paz[7][8][9]

Curtmetratges
- 1976 – São Pedro da Cova (en 3 curtmetratges)[10]

Vídeos
- Ver realizações em vídeo a Realficção